# Canadian Open 1962
Die Canada Open 1962 im Badminton fanden vom 13. bis zum 16. März 1962 in Montreal statt. Die Titelkämpfe waren in diesem Jahr sowohl die nationalen als auch die internationalen Meisterschaften Kanadas. Im Gegensatz zu den Jahren von 1957 bis 1961 wurden dieses Mal jedoch separate Wertungen für kanadische Sportler zur Ermittlung des kanadischen Meisters durchgeführt und im Herreneinzel ein zusätzliches nationales Finale ausgetragen.

## Finalergebnisse
| Disziplin               | Sieger                          | Finalist                        | Ergebnis           |
| ----------------------- | ------------------------------- | ------------------------------- | ------------------ |
| Herreneinzel            | Ferry Sonneville                | Jim Poole                       | 17-16, 17-18, 15-9 |
| Dameneinzel             | Marjory Shedd                   | Jean Follinsbee                 | 11-3, 11-5         |
| Herrendoppel            | Jim Poole Bob Williams          | James Carnwath Ferry Sonneville | 15-6, 15-8         |
| Damendoppel             | Marjory Shedd Dorothy Tinline   | Claire Lovett Jean Bardsley     | 15-5, 15-4         |
| Mixed                   | Berndt Dahlberg Dorothy Tinline | Bert Fergus Jean Bardsley       | 15-6, 15-8         |
| Herreneinzel (national) | Wayne Macdonnell                | James Carnwath                  | 15-1, 15-11        |